# Världens yttersta platser

Världen

Världens geografiskt yttersta platser i översikt.
Här finns den högsta, lägsta, nordligaste, östligaste, sydligaste och västligaste platsen för varje kontinent och Arktis (m ö.h. = Meter över havet, m u.h. = Meter under havsytan).

## Världen

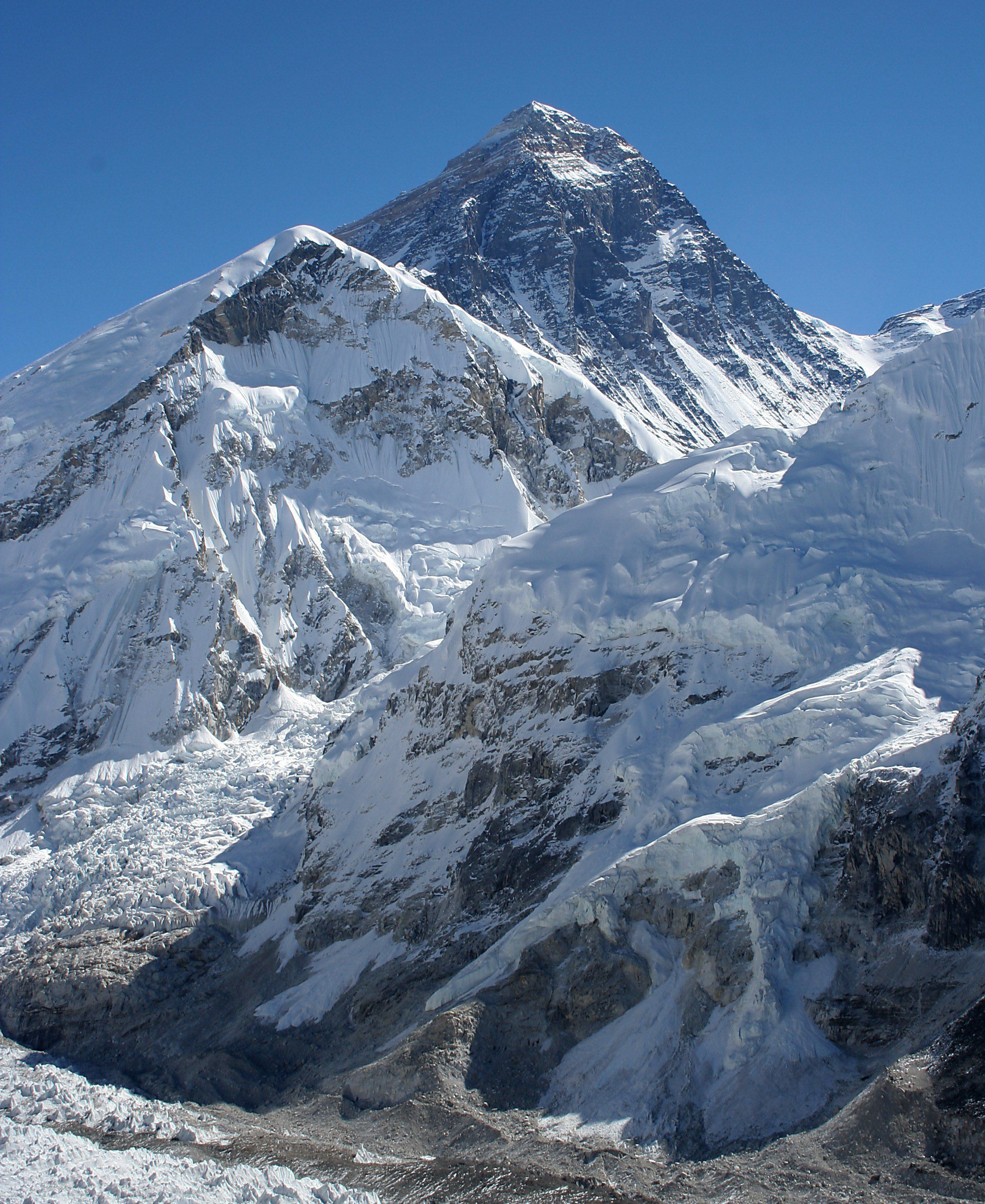
Mount Everest, världens högsta plats

### Högsta plats
Mount Everest, 8 848 m ö.h., mellan Nepal och Tibet, koordinater 27°59′17″N 86°55′31″Ö / 27.98806°N 86.92528°Ö

### Lägsta plats
på land: Döda havet, 432 m u.h., mellan Israel, Västbanken och Jordanien, koordinater 31°20′N 35°30′Ö / 31.333°N 35.500°Ö
under is: Bentleys subglaciärgrav, 2 555 m u.h., Marie Byrd land, koordinater 80°00′S 115°00′V / 80.000°S 115.000°V
till havs: Challengerdjupet, 10 911 m u.h., mellan Yap och Guam, koordinater 11°30′28″N 143°04′25″Ö / 11.50778°N 143.07361°Ö

### Nordligaste plats
på land: Kaffeklubben, Grönland, koordinater 83°39′59″N 29°50′00″V / 83.66639°N 29.83333°V
till havs: Nordpolen, koordinater 90°00′00″N 00°00′00″V / 90.00000°N -0.00000°Ö

### Östligaste plats
utifrån datumgränsen: Carolineatollen, Line Islands, koordinater 09°57′32″S 150°12′55″V / 9.95889°S 150.21528°V
utifrån 180:de longituden: var som helst längs 180:de longituden, till exempel finns land på Tjuktjerhalvön, koordinater 66°17′N 180°0′Ö / 66.283°N 180.000°Ö

### Sydligaste plats
Sydligaste plats utanför Antarktis: Islote Águila, Chile, koordinater 56°32′16″S 68°43′12″V / 56.53778°S 68.72000°V
Sydpolen, koordinater 90°00′00″S 00°00′00″V / 90.00000°S -0.00000°Ö

### Västligaste plats
utifrån datumgränsen: Kap Wrangel, Aleuterna, koordinater 52°55′28″N 172°28′22″Ö / 52.92444°N 172.47278°Ö
utifrån 180:de longituden: var som helst längs 180:de longituden, till exempel finns land på  Tjuktjerhalvön, koordinater 66°17′N 180°0′V / 66.283°N 180.000°V -

### Avlägsnaste plats
plats längst från havet: En plats 320 km norr om Ürümqi, Kina, koordinater 46°16.8′N 86°40.2′Ö / 46.2800°N 86.6700°Ö, 2 648 km från närmaste hav.
hav längst från land: Stilla Havets otillgänglighetspol, kallad "Point Nemo", koordinater 48°52.6′S 123°23.6′V / 48.8767°S 123.3933°V, 2.668 km från närmaste ö eller annat land.
avlägsnaste ö från annat land: Bouvetön i södra Atlanten, 1 700 km från närmaste land som är Antarktis. Ön är den mest avlägsna både från närmaste fastland och från närmaste ö (Gough Island, 1 600 km norrut).
avlägsnaste bebodda ö från fastland: Tristan da Cunha, i södra Atlanten, 2 816 km från Sydafrika. Tristan da Cunha är även den bebodda plats som ligger längst bort från annan bebodd plats på jorden, 2 430 km från ön Sankta Helena.

## Afrika

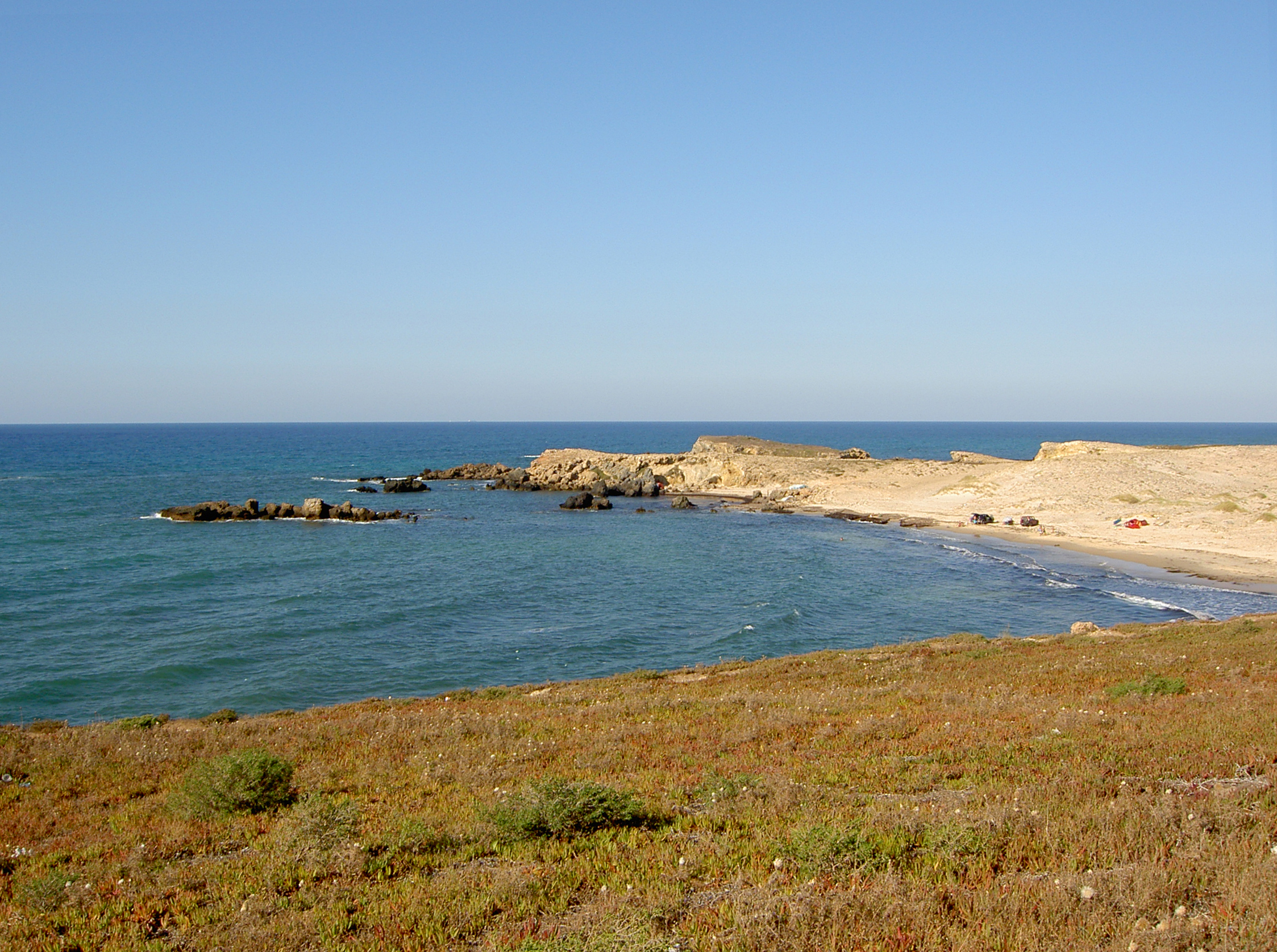
Ras ben Sakka

Högsta plats
Kilimanjaro, 5 895 m ö.h., Tanzania. koordinater 03°03′52″S 37°21′31″Ö / 3.06444°S 37.35861°Ö
Lägsta plats
Assalsjön, 153 m u.h., regionen Tadjourah, Djibouti, koordinater 11°39′06″N 42°25′17″Ö / 11.65167°N 42.42139°Ö
Nordligaste plats
på fastlandet: Ras ben Sakka, guvernementet Bizerte, Tunisien, koordinater 37°20′50″N 09°44′41″Ö / 37.34722°N 9.74472°Ö
i världsdelen: Îles des Chiensöarnan, norr om Tabarka, guvernementet Jendouba, Tunisien, koordinater 37°33′19″N 08°57′26″Ö / 37.55528°N 8.95722°Ö
Östligaste plats
på fastlandet: Kap Hafun, regionen Bari, Somalia, koordinater 10°26′36″N 51°24′54″Ö / 10.44333°N 51.41500°Ö
i världsdelen: Rodriguesön, bland Maskarenerna, Mauritius, koordinater 19°43′0″S 63°25′0″Ö / 19.71667°S 63.41667°Ö
Sydligaste plats
på fastlandet: Kap Agulhas, region Västra Kapprovinsen, Sydafrika, koordinater 34°50′03″S 19°59′56″Ö / 34.83417°S 19.99889°Ö
i världsdelen: Marion Island, bland Prins Edwardöarna, Sydafrika, koordinater 46°53′19.5″S 37°44′08.4″Ö / 46.888750°S 37.735667°Ö
Västligaste plats
på fastlandet: Pointe des Almadies på Kap Verdehalvön, regionen Dakar, Senegal, koordinater 14°44′13″N 17°31′48″V / 14.73694°N 17.53000°V
i världsdelen: Santo Antãoön, bland Barlaventoöarna, Kap Verde, koordinater 17°04′12″N 25°10′15.6″Ö / 17.07000°N 25.171000°Ö

## Antarktis
Högsta plats
Vinson Massif, 4 897 m ö.h., Ellsworth Land, koordinater 78°31′26″S 85°36′56″V / 78.52389°S 85.61556°V
Lägsta plats
på fastlandet: Deep Lake, 51 m u.h., Vestfold Hills, region Princess Elizabeth Land, koordinater 68°33′35.6″S 78°11′44.9″Ö / 68.559889°S 78.195806°Ö
under is: Bentleys subglaciärgrav, 2 555 m u.h., region Marie Byrd land, koordinater 80°00′S 115°00′V / 80.000°S 115.000°V
Nordligaste plats
på fastlandet: Hope Bay, Antarktiska halvön, koordinater 63°23′07″S 56°59′48″V / 63.38528°S 56.99667°V
Sydligaste plats
Sydpolen, koordinater 90°00′00″S 00°00′00″V / 90.00000°S -0.00000°Ö

## Arktis

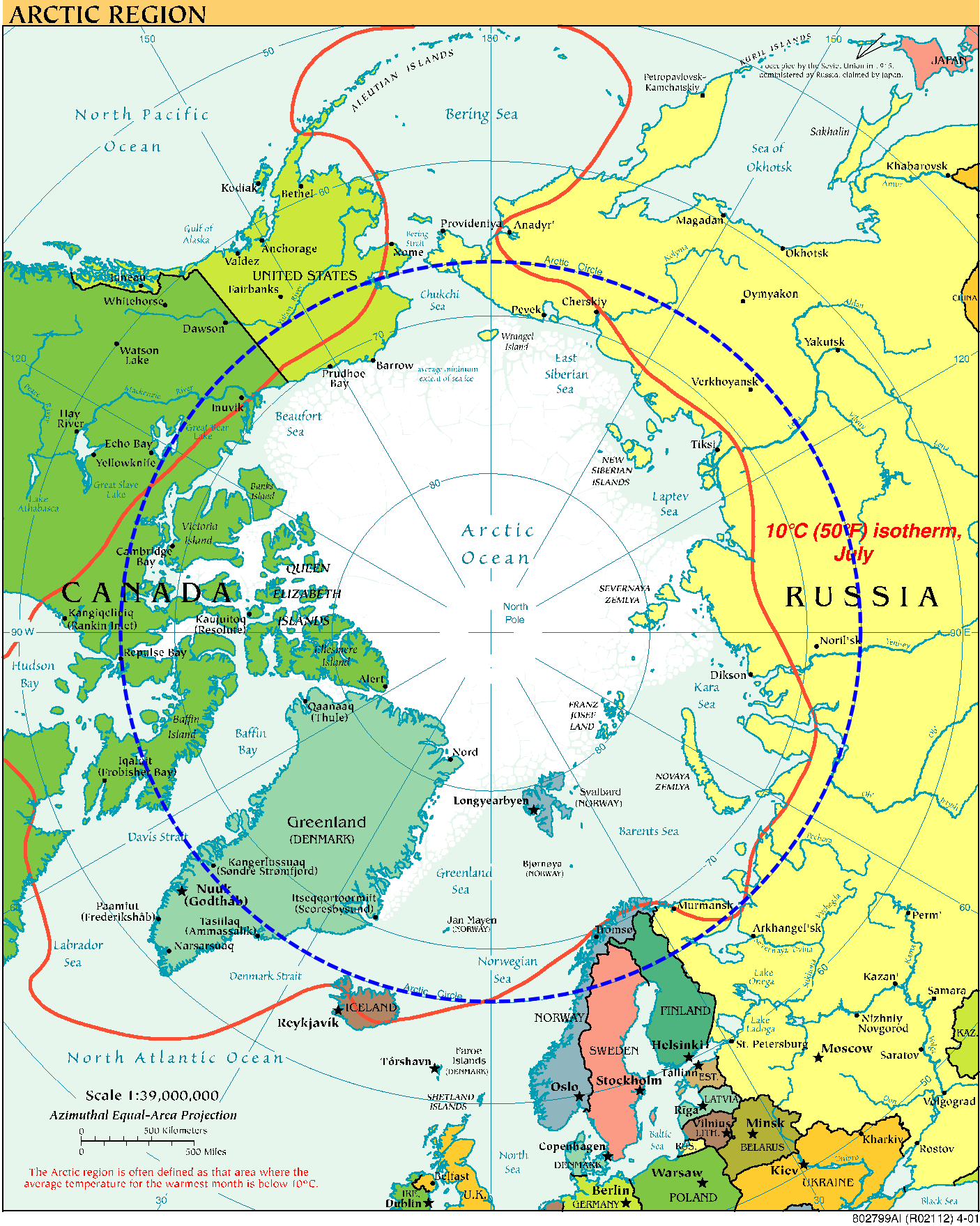
Arktis

Högsta plats
Gunnbjörn, 3 700 m, Watkins Bjerge, kommun Sermersooq, Grönland, koordinater 68°55′10″N 29°53′54″V / 68.91944°N 29.89833°V
Djupaste havsbotten
Litkedjupet, 5 450 m u.h., Eurasiska sänkan, Norra ishavet, koordinater 82°24′00″N 19°31′00″Ö / 82.40000°N 19.51667°Ö
Nordligaste plats
Nordpolen, koordinater 90°00′00″N 00°00′00″V / 90.00000°N -0.00000°Ö
Nordligaste land
Kaffeklubben, utanför Grönland, koordinater 83°39′59″N 29°50′00″V / 83.66639°N 29.83333°V

## Asien

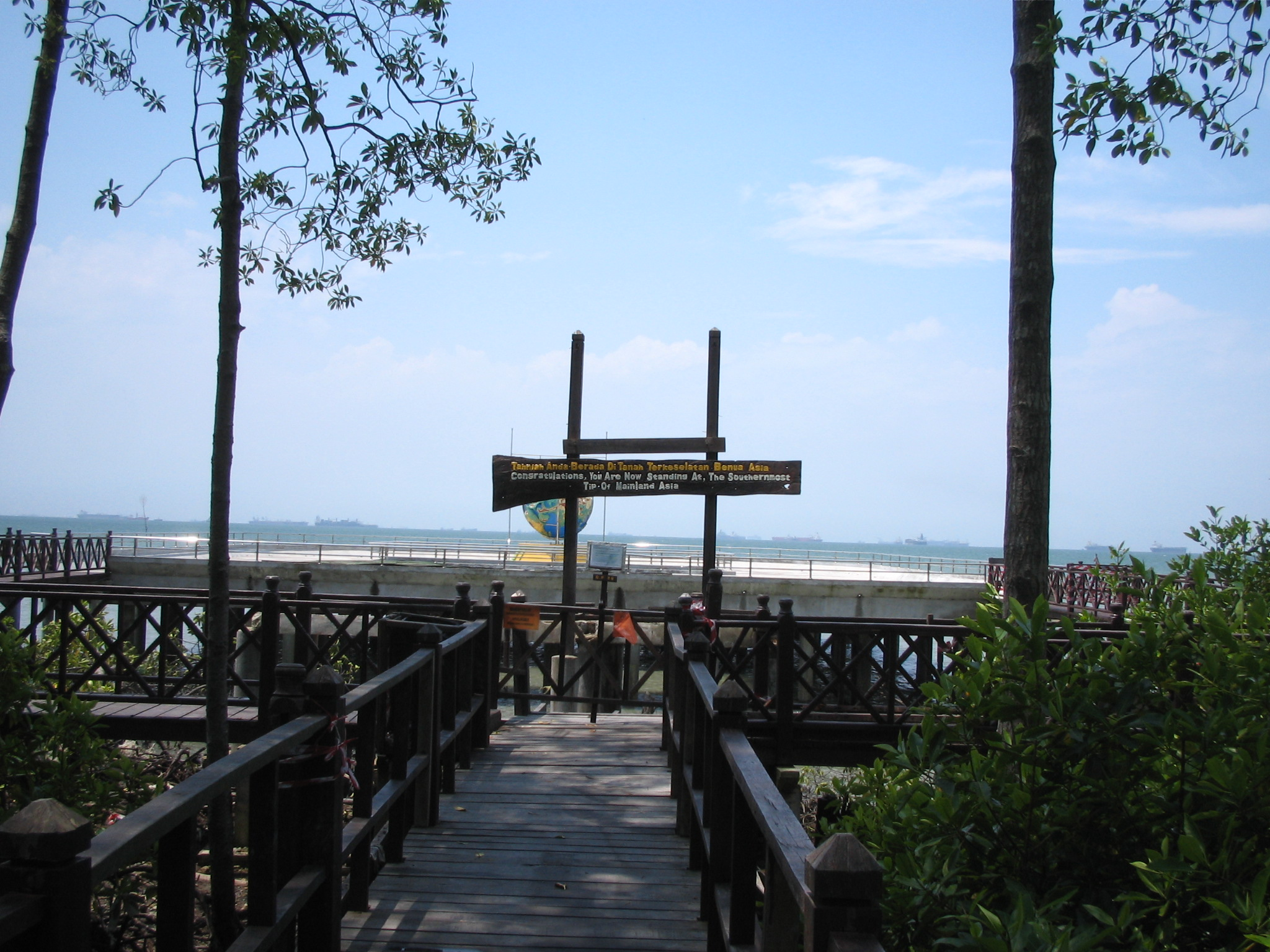
Kap Piai

Högsta plats
Mount Everest, 8 848 m ö.h., mellan Nepal och Tibet, koordinater 27°59′17″N 86°55′31″Ö / 27.98806°N 86.92528°Ö
Lägsta plats
Döda havet, 413 m u.h, mellan Israel, Jordanien och Syrien, koordinater 31°30′0″N 35°30′0″Ö / 31.50000°N 35.50000°Ö
Nordligaste plats
på fastlandet: Kap Tjeljuskin, på Tajmyrhalvön, Ryssland, koordinater 77°43′11″N 104°15′19″Ö / 77.71972°N 104.25528°Ö
i världsdelen: Komsomoletsön, bland Severnaja Zemlja, Ryssland, koordinater 80°29′03″N 94°59′47″Ö / 80.48417°N 94.99639°Ö
Östligaste plats
på fastlandet: Kap Dezjnjov, på Tjuktjerhalvön, Ryssland, koordinater 66°04′49″N 169°39′06″V / 66.08028°N 169.65167°V
i världsdelen: Stora Diomedeön, bland Diomedeöarna, Ryssland, koordinater 65°47′0″N 169°04′0″V / 65.78333°N 169.06667°V
Sydligaste plats
på fastlandet: Kap Piai, på Malackahalvön, Malaysia, koordinater 1°15′56.48″N 103°30′39.33″Ö / 1.2656889°N 103.5109250°Ö
i världsdelen: Pamanaön, provins Nusa Tenggara Timur, Indonesien, koordinater 11°0′36″S 122°52′37″Ö / 11.01000°S 122.87694°Ö
Västligaste plats
Kap Baba, region Anatolien, Turkiet, koordinater 39°28′46.88″N 26°03′50.29″Ö / 39.4796889°N 26.0639694°Ö

## Australien
Högsta plats

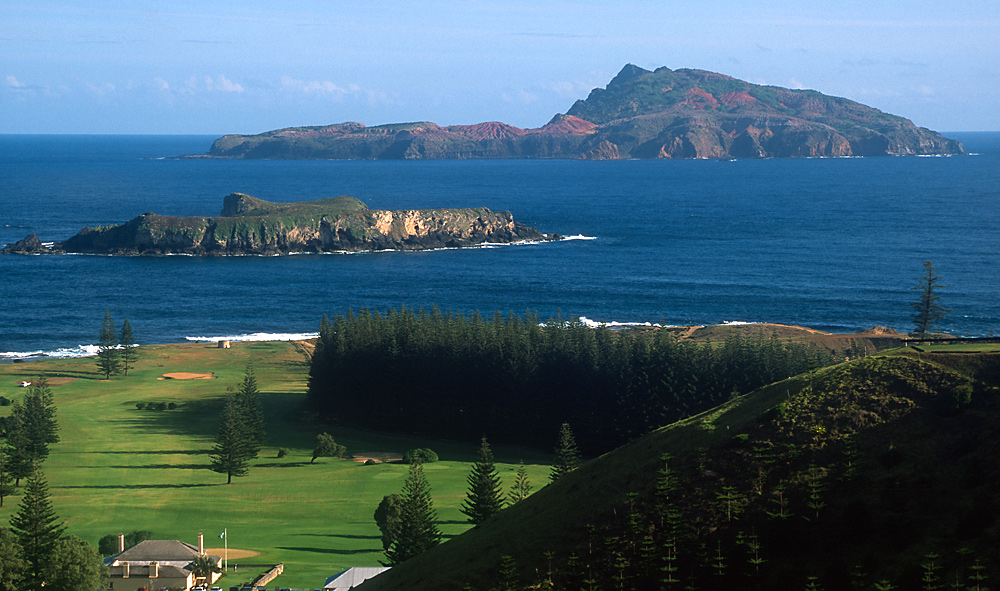
Norfolkön

på fastlandet: Mount Kosciuszko, 2 228 m ö.h., delstaten New South Wales, Australien, koordinater 36°27′21″S 148°15′51″Ö / 36.45583°S 148.26417°Ö
i världsdelen Oceanien: Puncak Jaya även kallad Carstensz Pyramid, 4 884 m ö.h., provins Papua, Indonesien, koordinater 04°04′44″S 137°09′34″Ö / 4.07889°S 137.15944°Ö
Lägsta plats
Eyresjön, 15 m u.h., delstaten South Australia, Australien, koordinater 28°29′25″S 137°15′37″Ö / 28.49028°S 137.26028°Ö
Nordligaste plats
på fastlandet: Kap York, på Kap Yorkhalvön, delstaten Queensland, Australien, koordinater 10°41′21″S 142°31′50″Ö / 10.68917°S 142.53056°Ö
i världsdelen: Bramble Cay, bland Torressundöarna, delstaten Queensland, Australien, koordinater 09°08′33″S 143°52′34″Ö / 9.14250°S 143.87611°Ö
Östligaste plats
på fastlandet: Kap Byron i Byron Shire, delstaten New South Wales, koordinater 28°38′15″S 153°38′14″Ö / 28.63750°S 153.63722°Ö
i världsdelen: Norfolkön i Stilla havet cirka 1 400 km öster om Australien, koordinater 29°02′0″S 167°57′0″Ö / 29.03333°S 167.95000°Ö
Sydligaste plats
på fastlandet: South Point, på Wilsons Promontoryhalvön, delstaten Victoria, Australien, koordinater 39°08′12.15″S 146°22′27″Ö / 39.1367083°S 146.37417°Ö
i världsdelen: South East Cape på Tasmanien, Australien, koordinater 43°38′36.85″S 146°49′48.76″Ö / 43.6435694°S 146.8302111°Ö
Västligaste plats
på fastlandet: Steep Point, region Gascoyne, delstaten Western Australia, koordinater 26°09′05″S 113°09′18″Ö / 26.15139°S 113.15500°Ö
i världsdelen: McDonaldön bland Heard- och McDonaldsöarna, Australien, koordinater 53°03′0″S 72°36′0″Ö / 53.05000°S 72.60000°Ö

## Europa

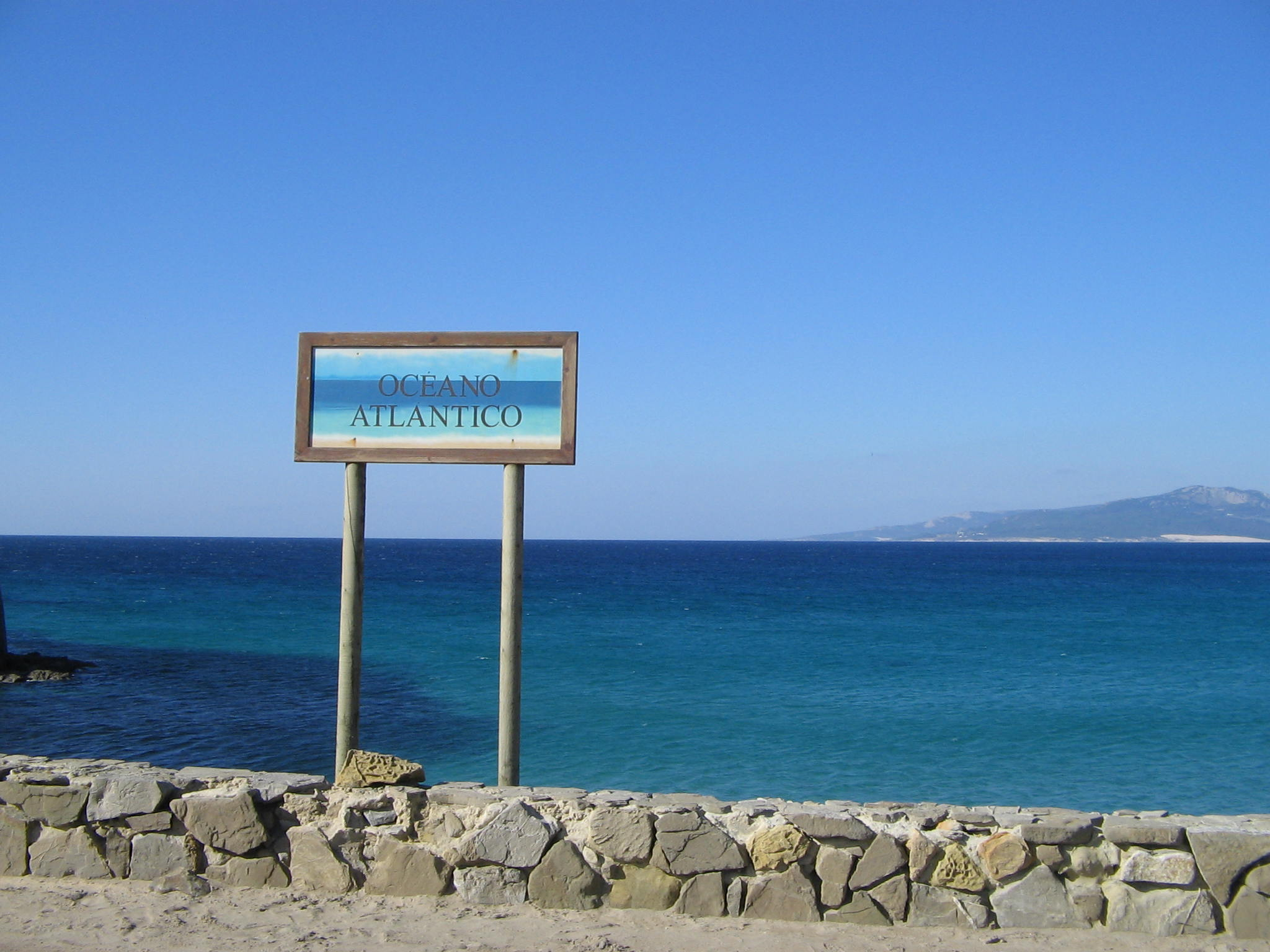
Punta de Tarifa

Högsta plats
Elbrus, 5 642 m ö.h., delrepubliken Kabardinien-Balkarien, Ryssland, koordinater 43°20′31″N 42°27′19″Ö / 43.34194°N 42.45528°Ö
Lägsta plats
på land: Kaspiska havet, 28 m u.h., mellan Azerbajdzjan, Iran, Kazakstan, Ryssland och Turkmenistan, koordinater 41°16′09″N 51°11′46″Ö / 41.26917°N 51.19611°Ö
till havs: Kalypsodjupet, 5 267 m u.h., i Medelhavet utanför Peloponnesos, Grekland, koordinater 36°34′0″N 21°08′0″Ö / 36.56667°N 21.13333°Ö
Nordligaste plats
på fastlandet: Kinnarodden, Norge, koordinater 71°07′48″N 27°39′08″Ö / 71.13000°N 27.65222°Ö
på kontinenten: Knivskjellodden, Norge, koordinater 71°11′07″N 25°40′32″Ö / 71.18528°N 25.67556°Ö
i världsdelen: Kap Fligely, Frans Josefs land, Ryssland, koordinater 81°50′35″N 59°14′22″Ö / 81.84306°N 59.23944°Ö
Östligaste plats
utifrån Uralbergen som gräns: öster om Vorkuta, delrepubliken Komi, Ryssland, koordinater 67°30′03″N 64°01′13″Ö / 67.50083°N 64.02028°Ö
Sydligaste plats
på fastlandet: Punta de Tarifa, region Andalusien, Spanien, koordinater 36°00′01″N 05°36′37″V / 36.00028°N 5.61028°V
i världsdelen: Gavdos utanför Kreta, Grekland, koordinater 34°50′14″N 24°05′07″Ö / 34.83722°N 24.08528°Ö
Västligaste plats
på fastlandet: Kap Roca, distrikt Lissabon, Portugal, koordinater 38°46′51″N 09°29′59″V / 38.78083°N 9.49972°V
i världsdelen: Monchiqueön utanför Floresön, Azorerna, koordinater 39°29′45″N 31°16′29″V / 39.49583°N 31.27472°V

## Nordamerika

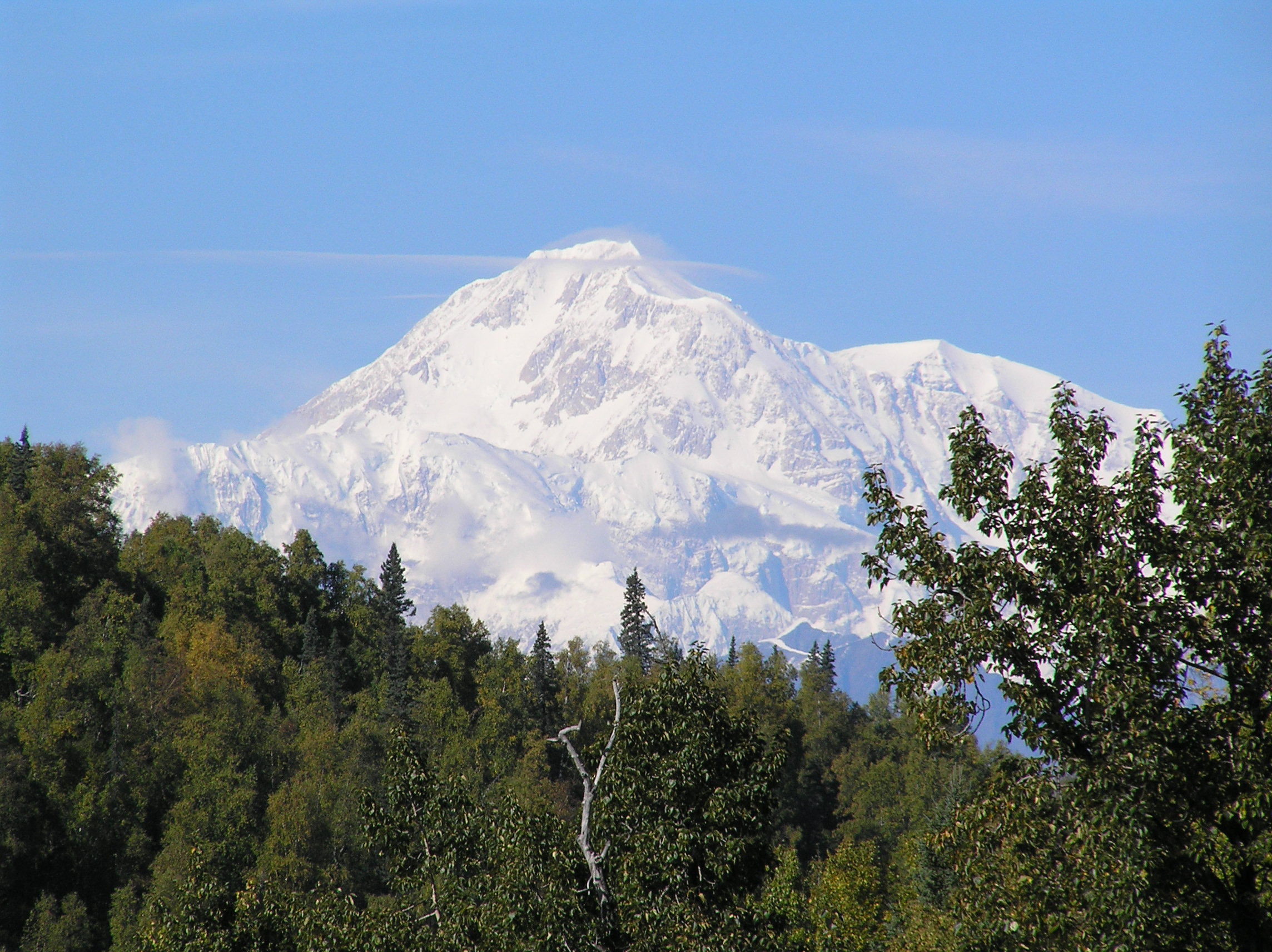
Denali

Högsta plats
Denali, 6 193 m ö.h., Alaska, USA, koordinater 63°04′09″N 151°00′27″V / 63.06917°N 151.00750°V
Lägsta plats
Badwater, 86 m u.h., Death Valley nationalpark, USA, koordinater 36°15′01″N 116°49′33″V / 36.25028°N 116.82583°V
Nordligaste plats
på fastlandet: Murchisonhalvön, på Boothiahalvön, Kanada, koordinater 71°59′55″N 94°32′45″V / 71.99861°N 94.54583°V
i världsdelen: Kaffeklubben, Grönland, Danmark, koordinater 83°39′41″N 30°36′35″V / 83.66139°N 30.60972°V
Östligaste plats
på fastlandet: Cape St. Charles, på Labradorhalvön, provinsen Newfoundland och Labrador, Kanada, koordinater 52°13′03″N 55°37′15″V / 52.21750°N 55.62083°V
i världsdelen: Nordostrundingen, Grönland, Danmark, koordinater 81°26′25″N 11°29′22″V / 81.44028°N 11.48944°V
Sydligaste plats
på fastlandet: Punta Mariato, provinsen Veraguas, Panama, koordinater 07°12′33″N 80°53′11″V / 7.20917°N 80.88639°V
i världsdelen: Isla del Coco, provins Puntarenas, Costa Rica, koordinater 05°31′41″N 087°03′40″V / 5.52806°N 87.06111°V
Västligaste plats
på fastlandet: Kap Prince of Wales, region Nome Census Area, Alaska, USA, koordinater 65°35′47″N 168°05′05″V / 65.59639°N 168.08472°V
i världsdelen: Attu, bland Near Islands-öarna, Alaska, USA, koordinater 52°54′09″N 172°54′34″Ö / 52.90250°N 172.90944°Ö

## Sydamerika

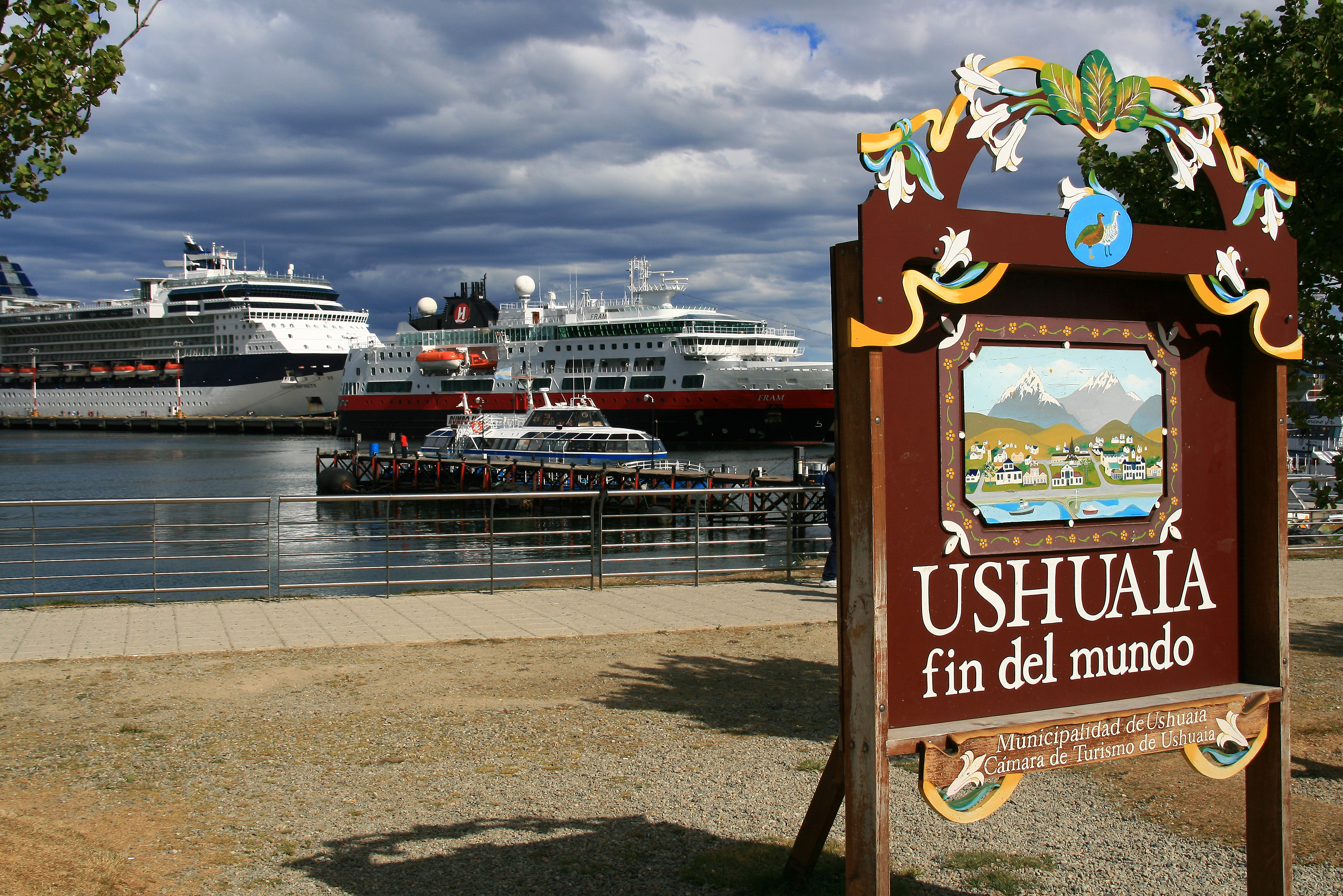
Ushuaia är huvudstaden i den argentinska provinsen Tierra del Fuego och världens sydligaste stad

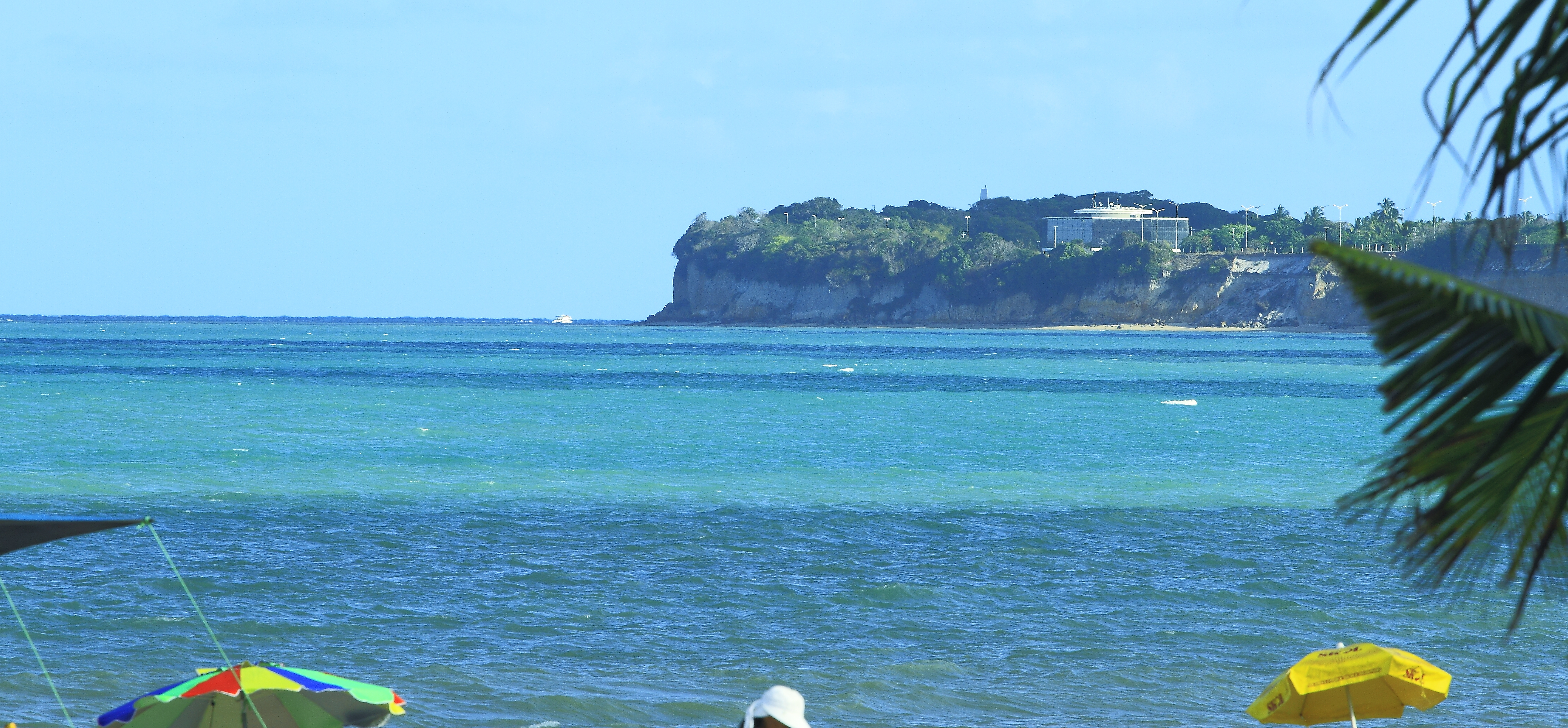
Ponta dos Seixas

Högsta plats
Aconcagua, 6 962 m ö.h., provinsen Mendoza, Argentina, koordinater 32°39′19″S 70°00′36″V / 32.65528°S 70.01000°V
Lägsta plats
Laguna del Carbón, 105 m u.h., provinsen Santa Cruz, Argentina, koordinater 49°35′20″S 68°20′08″V / 49.58889°S 68.33556°V
Nordligaste plats
på fastlandet: Punta Gallinas, departementet La Guajira, Colombia, koordinater 12°27′28″N 71°39′56″V / 12.45778°N 71.66556°V
i världsdelen: Santa Catalinaön, departementet San Andrés och Providencia, Colombia, koordinater 13°23′16″N 81°22′28″V / 13.38778°N 81.37444°V
Östligaste plats
på fastlandet: Ponta dos Seixas i João Pessoa, delstaten Paraíba, Brasilien, koordinater 07°09′17″S 34°47′35″V / 7.15472°S 34.79306°V
i världsdelen: Ilha do Sul-ön, bland Trindade och Martim Vaz-öarna, Brasilien, koordinater 20°29′50″S 28°50′51″V / 20.49722°S 28.84750°V
Sydligaste plats
på fastlandet: Kap Froward, regionen Region de Magallanes y de la Antártica Chilena, Chile, koordinater 53°53′32″S 71°17′22″V / 53.89222°S 71.28944°V
på kontinenten: Kap Horn, i Eldslandet, Chile, koordinater 55°58′48″S 67°17′21″V / 55.98000°S 67.28917°V
i världsdelen: Islote Águila, bland Diego Ramirezöarna, provinsen  Antártica Chilena, Chile, koordinater 56°32′16″S 68°43′12″V / 56.53778°S 68.72000°V
Västligaste plats
på fastlandet: Punta Pariñas, regionen Piura, Peru, koordinater 04°40′45″S 81°19′35″V / 4.67917°S 81.32639°V
i världsdelen:  Darwin-ön, bland Galapagosöarna, Ecuador, koordinater (01°40′40.8″N 92°0′10.8″V / 1.678000°N 92.003000°V)